# Танец с покрывалом (скульптура)
Танец с покрывалом (фр. Danser avec un voile) — скульптура работы Антуана Эмиля Бурделя. Находится на постоянной экспозиции в ГМИИ им. А. С. Пушкина в Москве. Изготовлена из бронзы в 1909 году, размер — 69,5 х 26 х 51 см.

## История создания
Выразительное движение в произведениях А. Бурделя «Танец с покрывалом» представлено через танец. Изображенное движение взято в предельной выразительности и явно не соотносится с традиционными балетными «па». Скульптура А. Бурделя «Танец с покрывалом» является иллюстрацией танца стиля модерн. На это указывает ряд особенностей: танцовщица изображена не в классическом балетном костюме, ее ноги босы. Провозглашенный основательницей направления Айседорой Дункан возврат к античности, в скульптуре передается посредством греческой туники, в которую облачена фигура танцовщицы.
Мотив танца с покрывалом в работе А. Бурделя указывает на то, что сюжетную основу скульптуры составляет новозаветная история о «Танце семи покрывал», исполненном Саломеей перед царем Иродом. Пьеса Оскара Уайльда «Саломея» была опубликована в 1893 г. и поставлена в Париже в 1896 году на сцене театра «Творчество». Антуан Бурдель создал «Танец с покрывалом» в 1909 году. Вполне вероятно, скульптор был знаком с пьесой и ее театральными постановками. Нет никаких конкретных деталей, которые бы указывали непосредственно на героиню произведения Уайльда или новозаветного сюжета, однако сам мотив изображения девушки, исполняющей танец с покрывалом в руках, ассоциируется с образом Саломеи. При работе над образом танцовщицы с покрывалом, А. Бурдель мог опираться на живописные произведения предшествующих мастеров, интерпретировавших образ Саломеи и использовать их в работе над особенностями сюжета скульптуры.
Моделью для работы Бурделя, по одной из версий, Цецилия Маркович, помощница скульптора, работавшая в мастерской в период создания «Танца с покрывалом». Также известно, что А. Бурдель вел переписку с известнейшими танцорами начала XX века — Вацлавом Нижинским и Айседорой Дункан.
По мнению специалистов, в данной работе А. Бурдель обращался к греческой архаике. Тяга к античным образцам заметна и в других работах Бурделя, сюжетную основу которых составляют греческие мифы — «Геракл, стреляющий из лука», «Пенелопа», «Аполлон».

## Описание
Танцовщица изображается в момент завершающегося движения. Ее руки разведены в стороны, ноги и корпус пружинисто распрямляются. «Танец» с покрывалом" — скульптура с открытой композицией, в которой напряжение плавного движения распределяется по всей фигуре равномерно. Этому способствуют особенности фактуры и слитное, исключающее контрасты, расположение объемов композиции.
Рассматривая скульптуру А. Бурделя, зритель перемещает взгляд от ладони левой руки, держащей покрывало, к кончикам пальцев правой. Движение взгляда направлено в ту же сторону, куда направлено движение фигуры: голова и ноги девушки развернуты вправо. Затем взор зрителя движется сверху вниз до области пояса, и скользит вдоль правой, выставленной вперед ноги танцовщицы по диагональной оси. В последнюю очередь (после многократного обзора композиции) зритель обращает внимание на детали — головной убор, сосуд и рельефы на постаменте. Данные элементы тормозят взгляд, способствуя общей идее — изображение застывшего выразительного движения. Композиционное решение — вертикаль туловища, пересекаемая горизонталью разведённых в стороны рук — напоминает крест. Скульптуру «Танец с покрывалом» можно охарактеризовать как открытую. Зрителю доступно расположение всех частей тела танцовщицы, не происходит визуального наложения одних частей композиции на другие. В работе А. Бурделя центр тяжести расположен в области таза. Верхняя и нижняя части фигуры, образующие две диагонали, соединяются на месте «сгиба» фигуры и создают угол, вершина которого приходится на область таза. Высокий центр тяжести позволяет предположить, что автор изобразил переход от одной позы к другой: танцовщица медленно приседает (или выпрямляется).
Нижняя часть фигуры повернута вправо, как и голова девушки, в то время как туловище развернуто в полуанфас. Из этого видно, что следующим движением должен стать поворот фигуры дальше влево. Выставленная вперед и помещенная приблизительно на одной линии с левой, правая нога, указывает на предшествовавший обозначенной позе шаг. В итоге, ряд движений, смежных с изображенным, можно охарактеризовать как фазу вращения.
«Танцовщица» Бурделя вызывает ощущение плавного, но напряженного движения. Голова и ниспадающие пряди волос составляет с корпусом единый объем. Профиль лица девушки ассоциируется с медальерной техникой и отсылает зрителя к античным рельефам. Скульптору приходится обозначать расположение шеи не за счет отдельного объема, а при помощи фактуры. Разведённые в стороны руки определяют расположение корпуса, развернутого прямо на зрителя. Взгляду открываются грудь и живот. Драпировка, которую танцовщица держит в руках за спиной, вторит силуэту приподнятых рук. Здесь, как и в случае с изображением головы девушки, отсутствует ощущение сосредоточенного в определенной части тела напряжения. Наоборот, напряжение распределяется равномерно, по всему объему, границы которого образует силуэт покрывала. Решение автора изобразить руки танцовщицы на фоне драпировки отвечает общей идее — в скульптуре, где отсутствуют «хрупкие» места, нельзя выделить «узлы» максимального напряжения (за исключением центра тяжести); энергия, определяющая движение танцовщицы равномерно перетекает от одной части тела к другой. Ноги танцовщицы образуют устойчивое основание для фигуры. ниспадающие драпировки костюма, маскируя ноги, одновременно заполняют пространство между ними. Это лишает зрителя возможности выделить определенный элемент, на который приходится максимальная концентрация напряжения в данной части композиции.
В качестве материала для своей работы А. Бурдель выбрал светло-желтую бронзу. Применение метода искусственного патинирования на завершающем этапе работы придало скульптуре тёмно-оливковый оттенок. Особенности выбранного материала взаимодействуют с особенностями фактуры. Все это формирует общее впечатление движения форм за счет блестящей, неровной поверхности.